# 联军办事处
联军办事处（1923年7月—1924年2月）是中华民国大陆时期的一个割据政权，由潮汕边防督办黄大伟（陈炯明任命）、赣军将领赖世璜、桂军将领刘志陆和闽军将领王献臣（李厚基旧部）在漳州建立，统治汀漳道一带的20余个县。
1923年初，桂军、粤军、滇军进兵广东，讨伐陈炯明，陈炯明败退东江地区。这时陈炯明留于汕头的部队，有洪兆麟、赖世璜（原属赣军）和桂军林虎、刘志陆等部。孙中山急于控制潮汕地区，遂命李烈钧为广东边防督办，与这些叛军首脑谈判，无果。7月，东路讨贼军许崇智部在闽军臧致平部的协助下攻克广东饶平的凉山，但臧致平部进攻汕头失败。随后，汕头防务督办洪兆麟，会同林虎、赖世璜、刘志陆等部攻下漳州。同时，陈炯明任命被孙中山免职的粤军将领黄大伟为潮汕边防督办，试图拉拢黄大伟在许崇智指挥下的旧部，结果只劝降第十三旅旅长张毅部，入驻漳州一带。黄大伟遂自称国民军总指挥，任命张毅为第一师师长。原驻扎于长汀的李厚基旧部、福建陆军第三师师长王献臣也在此时退入漳州。黄大伟与賴世璜、刘志陆、王献臣在漳州组织“联军办事处”（简称“联军”）政权，赖世璜的参谋长刘士毅任联军办事处处长兼军事代表，负责部队的整编工作。不久，陈炯明的嫡系部队回援惠州，行前各界宴于西园。同年末，北军乘虚击溃驻漳各部队，不久，张毅又叛附北军。1924年2月，北洋政府任命张毅为厦门镇守使，命令他驱逐黄大伟，至此“联军办事处”政权瓦解。
由于“联军办事处”是一个临时拼凑起来的政权，而各部又互不统属，因而错综复杂，不知归谁指挥，林虎为名义上的统帅，实际上由刘志陆代行职权。刘志陆驻漳州期间，任命徐飞仙为秘书，陈锡朋为书记官。“联军办事处”各部不仅在地方建设上毫无建树，还在辖区内任意剥夺民财，甚至公开卖官。陈辛盘（石轩）买得龙溪县知事的职位。当另外一个漳州士绅尝试向赖世璜贿买龙溪县知事一职时，赖世璜答道：“龙溪为联军政权所在地，我的职权仅几分之一，未敢独断，如我所辖的闽西各县知事，尽可议价委派。”